# 1871 en Grèce
Chronologie de la Grèce
- 1867
- 1868
- 1869
- 1870
- 1871
- 1872
- 1873
- 1874
- 1875

Cette page concerne les évènements survenus en 1871 en Grèce  :

## Création
- Conservatoire d'Athènes

## Naissance
- Periklís Argyrópoulos, militaire, diplomate et personnalité politique.
- Efstáthios Chorafás, nageur.
- Thalia Flora-Karavia, peintre.
- Pétros Mános, militaire et escrimeur.
- Símos Menárdos (el), poète.
- Mélèce Métaxakis, patriarche de Constantinople
- Ioánnis Metaxás, Premier-ministre
- Konstantínos Pállis (el), militaire.
- Leonídas Pýrgos, escrimeur, champion olympique.
- Loudovíkos Spinéllis, chef d'orchestre et compositeur.
- Ioánnis Zépos (el), historien.
- Nikólaos Zafiríou (el), militaire.

## Décès
- Martha Hooper Blackler (de), traductrice.
- Konstantínos Dósios (el), personnalité politique.
- Stylioanós Gonatás (el), militaire.
- Athanásios Grigoriádis, sénateur.
- Ekateríni Mavrokordátos (el), personnalité politique turque.
- Mítros Skilodímos (el), militaire.
- Ilías Thermisiótis (el), militaire et révolutionnaire.